# Helge Sjögren
Helge Sjögren, född 10 augusti 1890 i Växjö stadsförsamling, Kronobergs län, död 13 september 1972 i Växjö församling, Kronobergs län, var en svensk jurist.

## Biografi
Sjögren föddes 1890 i Växjö. Han var son till kronofogden August Sjögren och Helga Olssen. Sjögren tog studentexamen i Växjö 1908. Han blev assessor i Göta hovrätt 1921 och fiskal i Göta hovrätt 1923. Sjögren blev 1936 häradshövding i Linköpings domsaga.

### Familj
Sjögren gifte sig 1920 med Alice Olsson (född 1895). Hon var dotter till lantbrukaren Jöns Olsson och Maria Tykesson.